# Metastelma californicum
Metastelma californicum är en oleanderväxtart. Metastelma californicum ingår i släktet Metastelma och familjen oleanderväxter.

## Underarter
Arten delas in i följande underarter:
- M. c. californicum
- M. c. lanceolatum